# Combustible nuclear de mezcla de óxidos

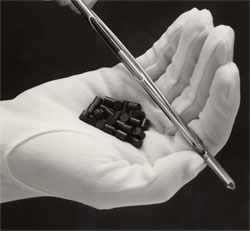
Pastillas (pellets) de combustible nuclear para un reactor de agua ligera.

El combustible nuclear de mezcla de óxidos (MOX) es un tipo de combustible utilizado en los reactores nucleares de fisión compuesto por una mezcla de óxido de uranio natural, uranio reprocesamiento nuclear o uranio empobrecido, y óxido de plutonio. La proporción de plutonio en este combustible varía de un 3% a un 10%. Este combustible se comporta de una forma similar a la del uranio de bajo enriquecimiento para el que se diseñaron la mayoría de los reactores nucleares de agua ligera (LWR). 
Uno de los atractivos del MOX es que puede utilizarse para eliminar parte del plutonio de grado militar, eliminando un problema de almacenamiento y contribuyendo a la no proliferación.

## Introducción
En todos los núcleos de reactores nucleares basados en el uranio, se produce la fisión de isótopos como el 235U, y la formación de otros isótopos más pesados debido a la captura neutrónica, principalmente en el 238U. La mayor parte de la masa del combustible en un reactor es 238U, que puede llegar a convertirse en 239Pu y por capturas neutrónicas sucesivas en 240Pu, 241Pu y 242Pu, así como en otros transuránidos o actínidos. También se forman cantidades más pequeñas de 236U y 238Pu proveniente de la activación del 235U. El 239Pu es físible como el 235U.
Generalmente, cuando las recargas de combustible se producen cada 3 años aproximadamente, la mayoría del 239Pu se consume en el reactor, ya que se comporta como el 235U y sus fisiones liberan una cantidad equivalente de energía. Cuanto más alto sea el quemado (burn-up), menos plutonio queda en el combustible gastado, pero un valor típico de plutonio en el combustible gastado es de un 1%, siendo unas 2 terceras partes 239Pu. En todo el mundo se producen unas 100 toneladas de plutonio en el combustible gastado cada año. Un reciclado simple del plutonio incrementa la energía que se deriva del uranio original en un 12% aproximadamente, pero si también se recicla el uranio se alcanza un 20%. Con reciclados posteriores decrece el porcentaje de plutonio físil en la mezcla, incrementándose el porcentaje de plutonio total.
Antes del uso de combustible MOX se necesita un re-licenciamiento de los reactores nucleares que existen. Normalmente sólo se cambia a MOX de la tercera parte a la mitad del combustible recargado. El uso de este combustible varía las características de operación del reactor, y la planta se debe adaptar ligeramente para poder utilizarlo. Entre otras cosas se necesitan más barras de control. Para poder utilizar más del 50% del combustible MOX se necesita realizar cambios importantes en el reactor. La Estación de Generación Nuclear de Palo Verde cercana a Phoenix (Arizona) se diseñó para que fuera compatible con un uso de combustible MOX al 100%, aunque siempre se ha usado con uranio poco enriquecido.
Los reactores CANDU podrían utilizarse con núcleos de MOX al 100%. La Atomic Energy of Canada Limited (AECL) informó al comité sobre el plutonio de la Academia de Ciencias americana, de que poseían una amplia experiencia en pruebas utilizando combustible MOX con contenidos de un 0.5 a un 3% de plutonio. Según AECL los reactores CANDU pueden utilizar núcleos con un 100% de MOX sin modificaciones en su diseño.

## Aplicaciones
El reprocesamiento nuclear comercial para la fabricación de MOX se lleva a cabo en el Reino Unido y Francia, y en menor medida en Rusia, India y Japón. También China planea el desarrollo de reactores rápidos y del reprocesado. 
En Estados Unidos no está permitido el reprocesado del combustible nuclear comercial gastado por consideraciones de no proliferación.
Todas estas naciones poseen desde hace tiempo armamento nuclear fabricado con combustible procedente de reactores de investigación militares, excepto Japón, que no desea obtener este armamento.

### Reactores térmicos
Más de 30 reactores térmicos en Europa utilizan MOX y otros 20 se han licenciado para poder hacerlo. La mayoría de los reactores lo utilizan en una tercera parte del núcleo, pero algunos llegarán a usarlo en un 50%. La compañía estatal francesa EDF espera llegar a tener todos sus reactores de 900 MWe funcionando con al menos una tercera parte de MOX. Japón espera que la tercera parte de sus reactores utilicen el MOX en 2010, y ha aprobado la construcción de un nuevo reactor que utilizará un núcleo formado completamente por combustible MOX.

### Reactores rápidos
Debido a que para la mayor parte de los actínidos (incluido el 238U) la sección eficaz de fisión frente a la de captura neutrónica aumenta con la energía de los neutrones liberados, los reactores "rápidos" que apenas moderan a los neutrones procedentes de la fisión, son los más adecuados para utilizar plutonio. Dependiendo de cómo se utilice el combustible, el reactor puede utilizarse como generador o como quemador de plutonio. Estos reactores además están mejor adaptados para llevar a cabo la transmutación que los térmicos.
Todos los isótopos del plutonio son físiles o fértiles. En los reactores térmicos la degradación isotópica limita el potencial de poder reciclar el plutonio. Junto con un 40% de Pu-239, habrá un 32% de Pu-240, un 18% de Pu-241, un 8% de Pu-242 y un 2% de Pu-238.

## Fabricación
El primer paso es la separación del plutonio del uranio restante (aproximadamente el 96 % del combustible gastado) y los productos de fisión con el resto de residuos (en conjunto otro 3 %). Esto se lleva a cabo en las plantas de reprocesado nuclear.
El plutonio, en forma de óxido, se mezcla con uranio empobrecido que forma parte del residuo de una planta de enriquecimiento de uranio para formar combustible nuclear de mezcla de óxidos fresco. El combustible MOX constituido por un 7% de plutonio mezclado con uranio empobrecido, es equivalente al combustible de óxido de uranio con un enriquecimiento de alrededor de un 4.5% de 235U, asumiendo que el plutonio posee alrededor de un 60-65% de 239Pu. Si se usa plutonio de grado militar (contenido >90% 239Pu), solo se necesita utilizar un 5% de plutonio en la mezcla.
El combustible MOX puede fabricarse moliendo juntos el óxido de uranio (UO2) y el de plutonio (PuO2) antes de que la mezcla de óxidos se compacte para formar los "pellets", pero este proceso tiene la desventaja de que forma grandes cantidades de polvo radiactivo. Una alternativa es mezclar una solución de nitrato de uranilo y nitrato de plutonio en ácido nítrico. Esta puede transformarse posteriormente en un sólido utilizando una base de ligadura, calcinando más tarde el sólido que se convierte en una mezcla de óxidos de uranio y plutonio.

## Contenido enamericio
El plutonio que procede del combustible reprocesado suele utilizarse inmediatamente para la fabricación de MOX para evitar los problemas con la desintegración de los isótopos de vida media corta. En particular el 241Pu se desintegra ({\displaystyle \beta ^{-}}) en 241Am que es emisor gamma, dando lugar a ciertos riesgos ocupacionales cuando han transcurrido más de 5 años desde la separación del plutonio. Los fotones emitidos por el 241Am son de baja energía, 1 mm de plomo o el cristal utilizado en una caja de guantes protegerá en gran medida a los operarios. Pero cuando se trabaja con cantidades ingentes de americio en una caja de guantes, existe la posibilidad de que se reciba una dosis de radiación alta en las manos.
Como resultado, el plutonio procedente de combustible con un alto quemado es difícil de utilizar en una planta de producción de MOX. Si transcurren 5 años en plutonio procedente de un quemado típico contendrá demasiado 241Am (aproximadamente un 3%)
Aun así, es posible purificar el plutonio eliminando el americio en un proceso de separación química. Incluso en las peores condiciones posibles, la mezcla de americio/plutonio nunca será tan radiactiva como en la disolución de combustible gastado, con lo que debería ser relativamente simple recuperar el plutonio mediante el proceso denominado PUREX u otro método de reprocesamiento acuoso. Debe hacerse notar que la calidad isotópica del plutonio obtenido por este proceso de separación será mejor que el plutonio original debido a que la mayoría del 241Pu ya habrá desaparecido. Sin embargo este método sigue sin eliminar el 240Pu que es un veneno nuclear (absorbe los neutrones que producirían la fisión, impidiéndola), que se activaría para producir 241Pu que de nuevo decaería a 241Am.

## Contenido encurio
Existe la posibilidad de añadir isótopos de americio y curio al combustible MOX antes de su carga en un reactor rápido. Este es uno de los posibles mecanismos para la transmutación. El trabajo con el americio es más fácil que con el curio, ya que este último es emisor de neutrones, con lo que se precisan blindajes de plomo y agua o parafina para proteger a los trabajadores.
Además, la irradiación del curio con neutrones genera actínidos superiores que incrementan la dosis neutrónica asociada al combustible nuclear gastado. Por esta razón el curio suele estar excluido de la mayoría del combustible MOX.

## Incidentes
El 11 de marzo de 2011 se produjo un grave accidente nuclear en la central nuclear japonesa de Fukushima I tras verse afectada por un potente terremoto y posterior maremoto. Varios días después del terremoto se detectó plutonio en varias zonas de la central nuclear que se pensó se había escapado del único reactor de la central que utilizaba combustible MOX. La central nuclear de Fukushima resistió el mayor terremoto registrado en Japón (8,9), siendo dañado posteriormente por la inundación de las instalaciones provocada por el tsunami, al fallar sistemas eléctricos y electrónicos. 